# Ольгинская волость (Владивостокский уезд)
Ольгинская волость — административно-территориальная единица в составе Владивостокского уезда Приморской губернии РСФСР с центром в селе Ольга. 
Образована декретом ВЦИК «Об административном делении Амурской, Забайкальской и Приморской губерний Дальне-Восточной  области» от 18 февраля 1924 года. На площади в 3792 км² к 1926 году в волости проживало 8010 человек и насчитывалось 20 сельсоветов, 68 селений и 1314 дворов.
После упразднения Приморской губернии и введения декретом ВЦИК от 4 января 1926 года окружной и районной системы в новообразованном Дальневосточном крае территория волости отошла к Ольгинскому району в составе Владивостокского округа.